# Christian Rudolph
Christian Rudolph (ur. 25 lutego 1949 w Bernsdorf) – wschodnioniemiecki lekkoatleta, płotkarz, wicemistrz Europy z 1971.
Specjalizował się w biegu na 400 metrów przez płotki. Zdobył srebrny medal w tej konkurencji na mistrzostwach Europy w 1971 w Helsinkach.
Na igrzyskach olimpijskich w 1972 w Monachium awansował do półfinału, lecz w biegu półfinałowym dostał krótko przed metą kontuzji ścięgna Achillesa i nie ukończył konkurencji. Kontuzja spowodowała, że krótko po niej zakończył wyczynowe uprawianie sportu. Później pracował jako nauczyciel wychowania fizycznego w Chociebużu.
Trzykrotnie poprawiał rekord NRD na 400 metrów przez płotki, doprowadzając go do wyniku 49,34 s (12 sierpnia 1971 w Helsinkach).
Był mistrzem NRD w biegu na 400 metrów przez płotki w latach 1969-1972, a także brązowym medalistą w sztafecie 4 × 400 metrów w 1973.